# St. Peter und Paul (Warschau)
Die Kirche St. Peter und Paul (polnisch Kościół Świętych Apostołów Piotra i Pawła) in Warschau ist eine römisch-katholische Kirche, die hinter der ehemaligen Grabkapelle St. Barbara des Świętokrzyski-Friedhofs gebaut wurde, als diese für die Gemeinde zu klein wurde. Heute gehören beide Kirchen zur Gemeinde St. Barbara.

## Geschichte
Die Kirche wurde von 1883 bis 1886 auf dem Gebiet des ehemaligen Świętokrzyski-Friedhofs nach den Entwürfen von Edward Cichocki und Józef Pius Dziekoński im Stil der Neoromanik gebaut und bis 1886 als neue Pfarrkirche von Erzbischof Wincenty Teofil Popiel geweiht. Der Bau wurde von Tekla Rapacka gestiftet. Bei der Bombardierung von Warschau 1939 wurde die Kirche stark beschädigt. Nach dem Warschauer Aufstand wurde die Kirche 1944 von den abrückenden deutschen Truppen gesprengt. Der Neubau erfolgte nach 1945 unter der Leitung von Stanisław Marzyński, der zahlreiche Kirchengebäude in Warschau nach dem Zweiten Weltkrieg rekonstruierte. Die Bauarbeiten zogen sich bis 1957 hin und die Weihe durch Kardinal Stefan Wyszyński erfolgte erst 1979. Sie gehört zur Gemeinde St. Barbara.

## Geographische Lage
Die Kirche befindet sich in der südlichen Innenstadt südlich des Kulturpalasts.